# Scipione de' Ricci
Scipione de' Ricci (9. januar 1741 i Firenze – 27. januar 1810 i Rignano) var en romersk-katolsk biskop og reformator.
Han blev 1780 Biskop i Pistoja og Prato i Storhertugdømmet Toscana og søgte i denne Stilling med Storhertug Leopolds Hjælp at reformere Præsteskabet og de kirkelige Forhold, som stod meget lavt. Opr. var hans Reform nærmest sædelig, senere blev den ogsaa dogmatisk. Storhertugen ønskede n. Reformer, men af de toskanske Biskopper var kun 3 villige til at drøfte dem, deriblandt R., som 1786 samlede sine Præster til en stor Synode i Pistoja. Synoden vedtog Reformer paa Rodsvæsenets, Munkevæsenets og Gudstjenestens Omraade og hævdede stærkt Skriftens Bet., men Bestemmelserne fandt ikke Bifald andre Steder, navnlig ikke i Rom, og Folket blev ophidset mod R., saaledes at Storhertugens Soldater maatte skride ind.
1794 fordømte Paven ved Bullen auctorem fidei endog 85 Sætninger af Pistoja-Synodens Beslutninger. Allerede 1791 havde R. søgt om sin Afsked og — trods Leopolds Ønske — faaet den, og han levede Resten af sit Liv som Privatmand, ivrig sysselsat med at skrive. 1799 var der paa ny Pøbeluroligheder, og R. blev kastet i Fængsel for en kort Stund af Folkemængden. 1805 nødte Paven ham, til at undertegne Fordømmelsesbullen af 1794. R. skildres som en sædelig og from Mand med en varm Begejstring for sin Kirkes Sag, men hans Reformforsøg blev uden Resultat.